# Rejon Sredec
Rejon Sredec (bułg.: Район Средец) – rejon w obwodzie miejskim Sofii, w Bułgarii. Populacja wynosi 41 000 mieszkańców.